# Deportivo La Coruña
Real Club Deportivo de La Coruña, pe scurt Deportivo, este un club de fotbal din A Coruña, Spania, care evoluează în Segunda Division. Clubul a fost fondat în 1906 și susține meciurile de acasă pe Riazor care are o capacitate de 34.600 de locuri.
Este cel mai de succes club din Galiția câștigând un titlu, două cupe și trei supercupe ale Spaniei. De asemenea, au participat de cinci ori în UEFA Champions League și de încă cinci ori în Cupa UEFA.
Rivalii lor sunt cei de la Celta de Vigo, tradițional jucând cu tricouri albe cu dungi albastre și șorturi cu șosete albastre.

## Competiții naționale
| Competiții         | Campioană | Sezoane                      |
| ------------------ | --------- | ---------------------------- |
| Primera División   | 1         | 2000                         |
| Copa del Rey       | 2         | 1995, 2002                   |
| Supercupa Spaniei  | 3         | 1995 , 2000 , 2002           |
| Segunda División   | 5         | 1962, 1964, 1966, 1968, 2012 |
| Tercera División   | 1         | 1975                         |
| Primera Federación | 1         | 2024                         |
| Copa Spaniei       | 1         | 1912                         |

## Turnee regionale
| Competiții           | Campioană | Sezoane                            |
| -------------------- | --------- | ---------------------------------- |
| Campionatul Galiției | 5         | 1927, 1928, 1931, 1933, 1937, 1940 |
| Cupa Galiției        | 1         | 1946                               |

## Turnee amicale
| Competiții             | Poziția       | Titluri | Sezoane |
| ---------------------- | ------------- | ------- | --- |
| Trofeul Teresa Herrera | Campioană     | 25      | 1955, 1962, 1964, 1969, 1995, 1997, 1998, 2000, 2001, 2002, 2003, 2004, 2005, 2006, 2007, 2008, 2012, 2014, 2015, 2016, 2017, 2019, 2020, 2022, 2023. |
| Trofeul Teresa Herrera | Vicecampioană | 11      | 1966, 1971, 1987, 1991, 1994, 2009, 2010, 2011, 2013, 2018, 2021.                                                                                     |